# Guillermo Rejón
Guillermo Rejón Miguel (Madrid, Comunidad de Madrid, 1 de octubre de 1976) es un exjugador de baloncesto español, que ocupaba la posición de pívot.

## Trayectoria
Formado en las categorías inferiores del Estudiantes., llega a debutar en el primer equipo en la temporada 1997-98. Tendría una longeva carrera de cerca de 20 años, en los que disputó 292 encuentros en Estudiantes, Lucentum Alicante, CB Murcia y CB Valladolid durante 11 temporadas en Liga ACB. El resto de su carrera deportiva transcurriría en la Liga LEB, donde jugó 321 partidos y anotó 2.564 y materializó 4 ascensos deportivos a Liga ACB, tres con Lucentum Alicante y otro con Club Ourense Baloncesto. También tuvo una breve experiencia en la liga francesa, jugando los play offs en el Basket Rueil AC en el año 2002. En verano de 2017 se retira de la práctica activa del baloncesto, y pasa a ser el director deportivo del Lucentum Alicante, equipo en el que se retiró, y con el que jugó en cuatro etapas distintas, y en tres divisiones distintas.